# Ivana Banfić
Ivana Banfić (Zagreb, 16. studenoga 1969.) hrvatska je pjevačica i plesačica, poznata je i pod umjetničkim imenom I Bee. Poznata je postala početkom 1990-ih kada je u Hrvatskoj rasla popularnost dance glazbe. Dobitnica je Porina za hit godine 2001. za duet s Dinom Merlinom Godinama i Večernjakove ruže 2004. za pjevačicu godine.
 Do sada je izdala deset studijskih albuma i jednu kompilaciju.

## Životopis

### Djetinjstvo i početak karijere (1969. – 1994.)
Kao dijete je vrlo rano započela s klasičnom glazbenom naobrazbom. Završila je Srednju glazbenu školu, smjer klavir. Planirala je pohađati i Glazbenu akademiju, ali se odlučila profesionalno posvetiti pjevanju. Od svoje četrnaeste godine nastupa kao pozadinska pjevačica mnogim tada poznatim hrvatskim pjevačima. Krajem 80-tih započinje samostalnu glazbenu karijeru. Sa Severinom vodi tada popularnu glazbenu emisiju "Top Cup" na HTV-u. Godine 1990. po prvi puta nastupa samostalno, na Zagrebfestu sa skladbom "Dođi" koju je napisao Dino Dvornik. Godinu dana kasnije snima svoj prvi album, Vozi me polako. U tadašnjoj SFRJ u Sarajevu 1991. godine na Jugoviziji na izboru jugoslavenske pjesme za Euroviziju, predstavlja Republiku Hrvatsku sa skladbom "Daj povedi me" koja je aranžmanom odnosno žanrovski bila producirana u modernoj plesnoj "acid-house" glazbi karakterističnoj za to doba.

### Prvi glazbeni uspjesi (1995. – 1998.)
Godine 1994. objavljuje svoj drugi studijski album Istinite priče vol 1., pod umjetničkim imenom I BEE. Pjesma "Ti si bolji", poznatija kao "Da mu nisam dala", najavni je singl za album i prvi je njen uspješni singl. Nakon toga objavljuje singl "Šumica", koji postaje veliki ljetni hit. Godine 1995. objavljuje album Mala škola ABC. Njene pjesme s tog albuma praćene su vrlo kontroverznim tekstovima. S albuma se izdvojila pjesma "Cigareta". Ubrzo nakon albuma izdaje pjesmu "Šumica 2" u limitiranom vinilnom izdanju za koju se u popratnom spotu poslužila tehnikom body-paintinga na golom tijelu.
Sljedeće godine izdaje album  Bogovi su pali na tjeme za kojeg C. C. Kelčec osvaja Porina za likovno oblikovanje omota albuma. Producent albuma je Zvonimir Dusper-Dus, a na albumu prevladavaju pjesme koje je napisao Dino Dvornik. Na albumu se nalazi i pjesma "Dream", koja je prodana van granica Hrvatske te pjesma "Nag", duet s Dinom Dvornikom. Iste godine prvi put nastupa na Splitskom festivalu s pjesmom "Fatamorganaurokana". Kao singl objevljena je i pjesma "Ja nisam ta" u formatu maxi singla. Nakon dvogodišnje diskografske stanke, izdaje singl "Ko bi doli" kao najavu novog albuma koji se originalno trebao zvati Stvari koje znam, ali je zbog dominantnog latino zvuka, ime promijenjeno u Kalypso. Pjesma "Navigator" postaje najveći ljetni hit u Hrvatskoj te godine. Na albumu se nalazi i remix popularne pjesme "Šumice".

### Žena devedesetih i Ona zna (1999. – 2004.)
Nakon jednogodišnje stanke nastupa na 3. HRF-u s pjesmom "Imam te". Pjesma joj donosi drugu nagradu na "Hitu ljeta 1999." te predstavlja Hrvatsku na OGAE festivalu i osvaja 3. mjesto. Pjesma je nominirana i za hit godine na Porinu. Pjesma se nalazi i na albumu Žena devedesetih. Album, koji je nagrađen zlatnom certifikacijom, predstavila je na Splitskom festivalu s pjesmom "Sad" koju je napisao Gibonni i osvojila je drugu nagradu.
Početkom 2000. godine upoznaje Dinu Merlina, kojem se sviđa njen vokal i poziva ju da s njim snimi duet u njegovoj, tada nepoznatoj, pjesmi "Godinama". Pjesma im je donijela apsolutnu pobjedu na 4. HRF-u, gdje su osvojili sve tri nagrade (glazbenih urednika, slušatelja te Grand-Prix), pobjedu na Hitu ljeta 2000. u Makarskoj, kao i nagradu hit godine na Porinu. Nakon dvije godine od izdanja Žene devedesetih, objavljuje album Ona zna. Najavni singl je pjesma "Žena zna". Na novom albumu su već objavljeni hitovi: "Godinama", "Pjevam danju, pjevam noću" (obrada pjesme Zdravka Čolića) i "Žena zna". Ona zna je ujedno i njen najuspješniji album koji joj je donio 11 glazbenih nagrada na raznim festivalima, a prodan je u preko 60000 primjeraka. S albuma Glamour izdana su tri singla "Nema veze zlato", "Lav u srcu" i "Navodno" (duet s Harijem Varešanovićem), s kojim dobiva nagradu na Splitskom festivalu. S pjesmom "Nema veze zlato" nastupa na 7. HRF-u i osvaja nagradu "Zlatno sunce Solarisa" koju dodjeljuje publika. Godine 2002. s Claudiom Beni snima duet "Hrvatice vas vole" povodom Svjetskog nogometnog prvenstva u Japanu. Godine 2004. osvaja Grand-Prix 8. Hrvatskog Radijskog Festivala. Tom nagradom postaje izvođač s najviše nagrada u povijesti Hrvatskog Radijskog Festivala. Iste godine nastupa na festivalu "Sunčane skale" s pjesmom "Ljubav trebam svaki dan", duetom s Goranom Karanom i osvaja drugo mjesto.

### Glamour i Vjerujem (2005. – danas)
Godine 2005. nastupila je na 9. HRF-u s pjesmom "Ljubav na prvi i posljednji pogled" koja se našla na njezinom prvom kompilacijskom albumu Collection. Uz 35 pjesama koje su obilježile njenu 15-godišnju karijeru našle su se još dvije nove pjesme "Never Know" i "Nedodirljiva", ujedno najavni singl za ovu kompilaciju.
Krajem 2006. izdala je svoj deveti studijski album Vjerujem. Istoimeni singl i spot našli su se na prvom mjestu radio i tv postaja u Hrvatskoj. Spot za pjesmu "Vjerujem", u režiji Darka Drinovca, emitiran je i na MTV Europe. Iste godine nastupa na Dori sa singlom "Kad se sklope kazaljke". Početkom 2007. izlazi još jedan uspješan singl "To je vrijedilo čekati", duet s Tonyjem Cetinskim. Singl "I bio je red" bio je u konkurenciji za finale 11. HRF-a. Iste godine s partnerom Stjepanom Božićem nastupa u emisiji Zvijezde pjevaju, gdje zauzimaju 7. mjesto. Godine 2008. nastupa na Dori s pjesmom "Mir", i na HRF-u s pjesmom "Treća Sreća". 29. svibnja 2008. udaje se za Krunu Ladišića te rađa sina Jana.
Krajem 2010. godine Ivana Banfić kao I.Bee nakon diskografske stanke od četiri godine singlom Vampir vratila se na Hrvatsku glazbenu scenu. Godine 2011. izdala je još dva singla "Zovi me Erika", s kojim je nastupila u Crnoj Gori na festivalu Sunčane skale i "Budi svoja". Početkom 2013. objavljuje novi singl "Zlatno pravilo", koji je najava njenog desetog studijskog albuma.Na CMC festivalu u Vodicama, u lipnju 2013. godine, predstavlja se s pjesmom Izgužvana svila, prvi puta na tom festivalu. 2014. izbacuje singl Na Jadran s Mineom i Ellom te zajedno nastupaju po diskotekama u Hrvatskoj. Sudjelovala je u natjecateljskim emisijama Tri, dva, jedan – kuhaj! i  Survivor.

## Privatni život
Ivana Banfić prvi brak je sklopila sa svojim bivšim menadžerom, Robertom Magićem, ali razveli su se 2005. godine. Drugi brak je sklopila s Krunom Ladišićem s kojim ima sina Jana.

## Diskografija

### Studijski albumi
- 1991. – Vozi me polako
- 1994. – Istinite priče vol 1.
- 1995. – Mala škola ABC
- 1996. – Bogovi su pali na tjeme
- 1998. – Kalypso
- 1999. – Žena devedesetih
- 2001. – Ona zna
- 2004. – Glamour
- 2006. – Vjerujem
- 2013. – Zlatno pravilo

### Singlovi
- 2001. Sad je kasno (Sunčane skale)
- 2003. Navodno ft. Hari Mata Hari (Split)
- 2003. Lav u srcu (Zadarfest)
- 2004. Otisak prsta (HRF)
- 2004. Ljubav trebam svaki dan ft. Goran Karan (Sunčane skale)
- 2006. Ljubav na prvi i posljednje pogled (HRF)
- 2006. Kad se sklope kazaljke (DORA)
- 2006. Ničija žena (HRF)
- 2007. I bio je red (HRF)
- 2007. Kao cvijet iz kamena (Sunčane skale)
- 2008. Treća sreća (HRF)
- 2008. Mir (DORA)
- 2011. Vampir
- 2011. Zovi me Erika (Sunčane skale)
- 2011. Budi svoja
- 2012. Jute san se zaljubila (Etnofest)
- 2013. Zlatno pravilo
- 2013. Izgužvana svila (CMC festival)
- 2014. Na Jadran (ft. Minea & Ella)
- 2017. 300 km/h (ft. Mario Rucner Project)
- 2019. Vrati Me U Disco (ft. Radiofonik & Tt)[9]
- 2020. Celebrity

### Kompilacije
- 2005. – Collection

## Vanjske poveznice
- Službena web stranica